# Salles (Gironda)
Salles é uma comuna francesa na região administrativa da Nova Aquitânia, no departamento da Gironda. Estende-se por uma área de 136,45 km². Em 2010 a comuna tinha 7 352 habitantes (densidade: 53,9 hab./km²).